# Leigh Eddings
Leigh Eddings, född 1937, död 28 februari 2007, var gift med författaren David Eddings. Hon var med och skrev en hel del av böckerna han är känd för. Hon avled efter en serie slaganfall.